# Ondrej Bendík
Ondrej Bendík (* 15. September 1930; † 17. Mai 2017) war ein tschechoslowakischer Eishockeynationalspieler, der ab 1963 als Eishockeytrainer arbeitete.

## Werdegang

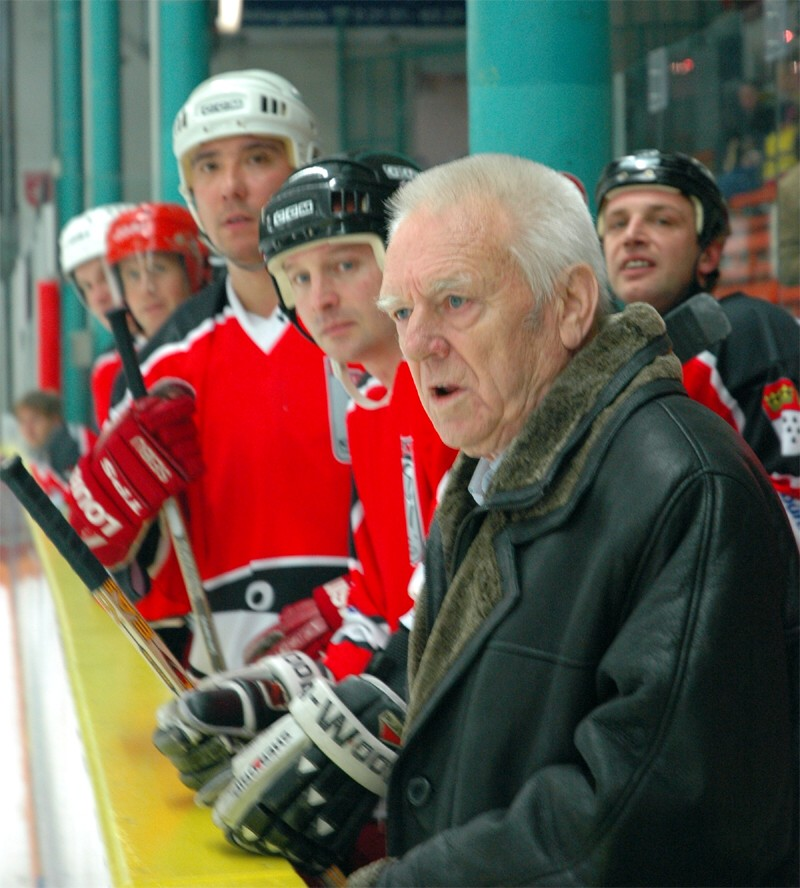
Ondrej Bendík als Trainer der KEC Traditionsmannschaft

Bendík war zwischen 1947 und 1963 als Verteidiger bei TJ Tatran Poprad in der 1. tschechoslowakischen Liga aktiv. Allerdings konnte er in dieser Zeit keinen Titel erringen. Seit 1953 wirkte er bereits als Trainer bei seinem damaligen Verein in Poprad mit, weshalb er im Anschluss an seine Karriere als Spieler eine Trainerlaufbahn einschlug.
Er arbeitete zunächst zwei Jahre als Trainer bei TJ Dukla VSZ Košice und ab 1967 ein Jahr bei KHL Mladost Zagreb. Parallel dazu betreute er auch die tschechoslowakische Nationalmannschaft, mit der er zweimal Silber bei Weltmeisterschaften sowie die olympische Bronzemedaille bei den Spielen in Innsbruck gewann und am Ende seiner Amtszeit für besondere Verdienste von der tschechoslowakischen Regierung ausgezeichnet wurde.
1969 erhielt er ein Engagement beim Kölner EK (KEK) und ging nach Deutschland. Dort arbeitete er drei Jahre und schloss sich, nach dessen Abspaltung vom KEK, dem Kölner EC (KEC) an. Im ersten Jahr schaffte er mit dem Team bereits den Aufstieg in die 1. Bundesliga und in den Folgejahren stets den Klassenerhalt. 1975, ein Jahr vor dem ersten Titelgewinn des KEC, wurde er in Köln entlassen, blieb der Stadt und dem Verein aber verbunden. Kurze Zeit später eröffnete er eine internationale Eishockeyschule, so wie ein eigenes Geschäft für Eishockeyzubehör in Köln. Außerdem betreute er bis 2009 die Traditionsmannschaft des KEC als Trainer.